# پائول آناکون
 پائول آناکون (انگلیسی: Paul Annacone؛ زادهٔ ۲۰ مارس ۱۹۶۳) یک تنیس‌باز اهل ایالات متحدهٔ آمریکا است.